# ناتسكي ساتو
ناتسكي ساتو (باليابانية: 佐藤夏希؛ بالكانا: さとう なつき) هي آيدولة يابانية ومؤدية صوت يابانية، ولدت في 1 يوليو 1990 في سابورو في اليابان.

## وصلات خارجية
- ناتسكي ساتو على موقع ميوزك برينز (الإنجليزية)